# ING-PAED IGIP
ING-PAED IGIP, nebo také Ing.Paed.IGIP, je mezinárodní vysokoškolský titul s významem „Mezinárodní učitel technických předmětů“. Po ukončení studií titul uděluje Mezinárodní společnost pro inženýrskou pedagogiku (původním názvem německy IGIP-Internationale Gesellschaft für Ingenieurpädagogik nebo anglicky International Society for Engineering Pedagogy). Titul slouží jako uznání mezinárodní evropské kvalifikace výuky technických předmětů na vysokých a jiných školách. Důraz vzdělání je kladen především na evropské standardy, které jsou zakotveny v kurikulu Inženýrská pedagogika vypracovaném Mezinárodní společností pro inženýrskou pedagogiku.

## Další informace
Pro zahájení studia a následného získání akademického titulu ING-PAED IGIP je potřeba mít minimálně vysokoškolské inženýrské nebo magisterské vzdělání, dosažené na akreditované fakultě s technickým zaměřením nebo technické vzdělání na zemědělských a vojenských školách, které jsou registrovány v mezinárodním indexu FEANI. Dalším požadavkem je minimálně jednoroční pedagogické praxe ještě před zahájením studia. Titul slouží také k uznávání inženýrsko-pedagogické kvalifikace v zahraničí, která je spojena s dostatečnou znalostí cizího jazyka. Znalost cizího jazyka musí být doložena předchozími certifikáty nebo zkouškami. Výuka i získaní titulu jsou obvykle zpoplatněny.